# دو روح

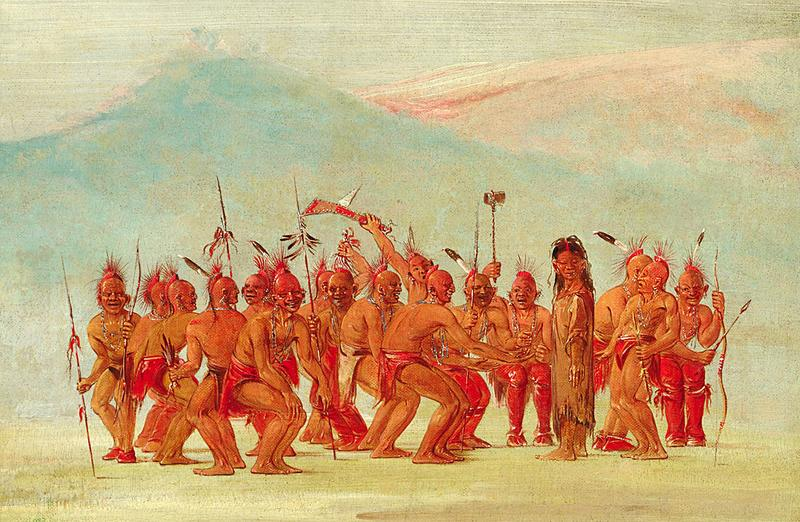
دو روح

دو روح (به انگلیسی: Two-Spirit) اصطلاحی است برای سرخپوستانی که یکی از نقش‌های جنسیتی مختلط سنتی جوامع سرخپوست آمریکا را داشتند. 
«دو-روح» اصطلاحی چتری است و پیش‌تر از رواج آن از اصطلاح فرانسوی berdache (‎/bərˈdæʃ[invalid input: 'ɨ']z/‎) استفاده می‌شد.
جنسیت سوم از نظر تاریخی به شکل دو-روح تجسم پیدا می‌کند، از جمله انجام کارها و پوشیدن لباس‌های هم مردانه و هم زنانه. زنان و مردان دو روح در بیش از ۱۳۰ قبیله در سراسر آمریکای شمالی ثبت شده‌اند.